# Breastaurant

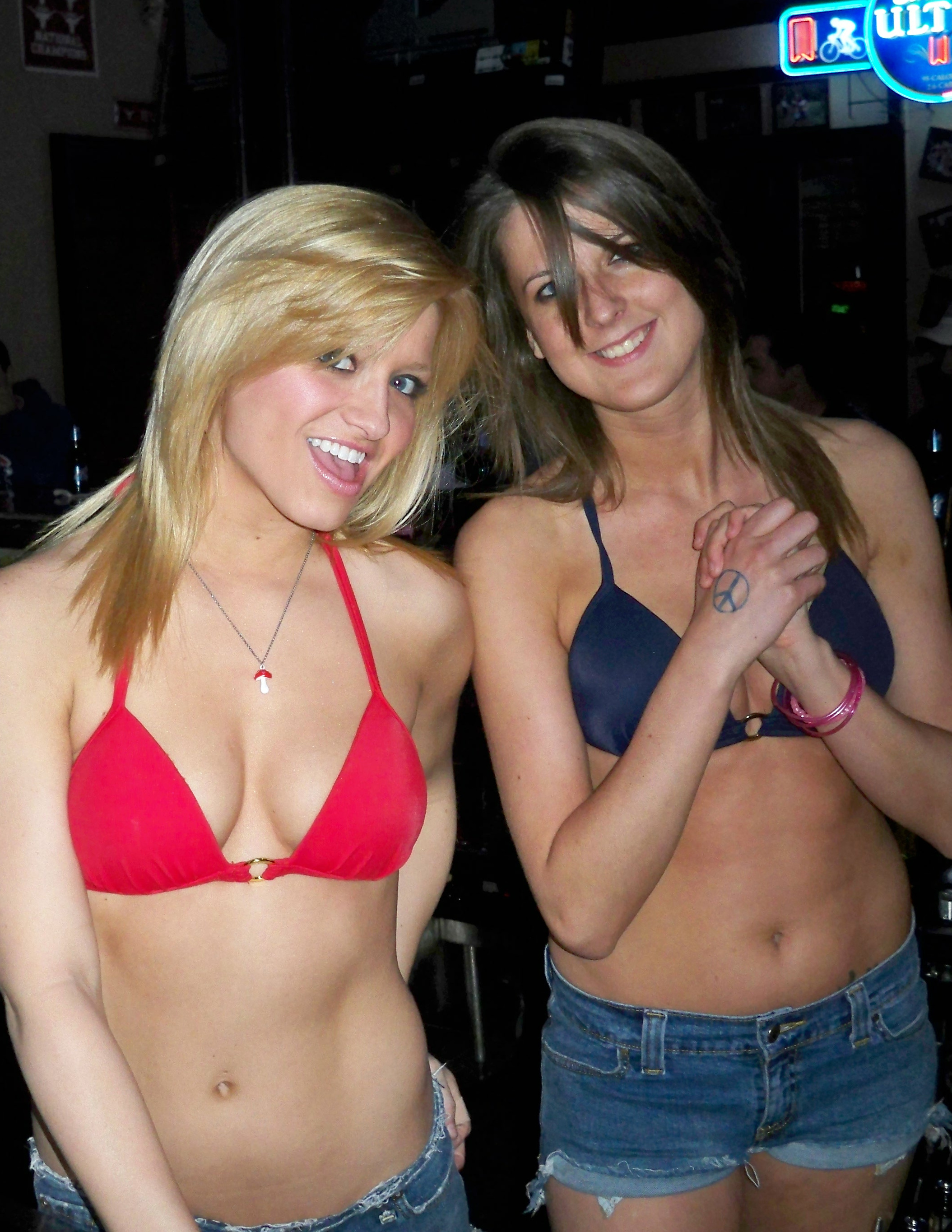
Garçonetes em Bikinis Sports Bar & Grill

Breastaurant ou restaurante de seios em inglês é um restaurante que exige que as atendentes femininas estejam vestidas de forma reveladora. O termo data do início dos anos 1990, após a inauguração da rede de restaurantes Hooters nos Estados Unidos. O formato foi posteriormente adotado por outros restaurantes, incluindo Tilted Kilt Pub & Eatery, Twin Peaks, Ojos Locos, Bikinis Sports Bar & Grill, The WingHouse Bar & Grill, Redneck Heaven e Bombshells Bar & Grill.
Esses restaurantes frequentemente utilizam um nome de marca com duplo sentido sexual e podem também ser temáticos. Os estabelecimentos podem oferecer vantagens aos clientes, tais como bebidas alcoólicas e atendentes que flertam.

## História

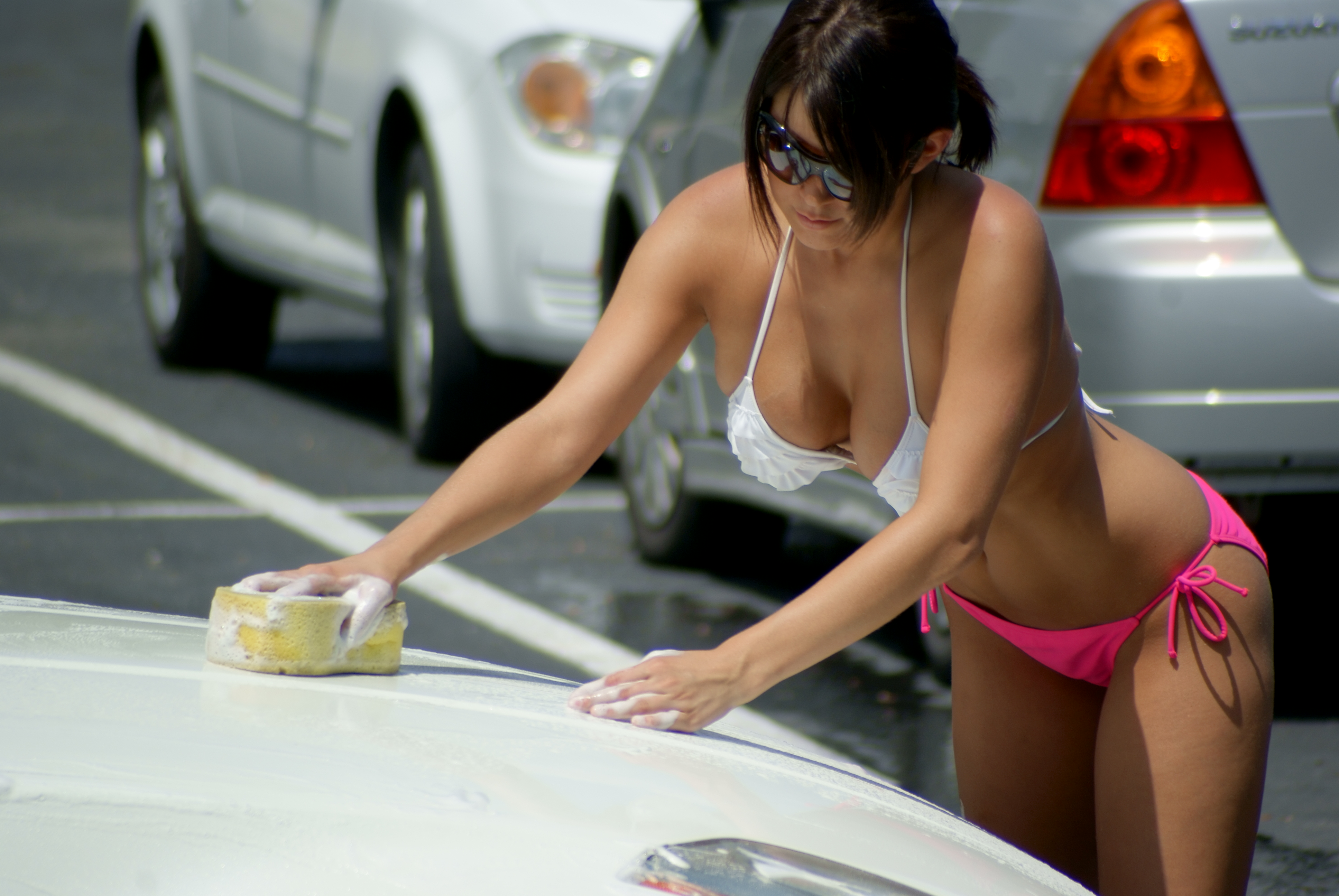
Uma garçonete do Twin Peaks lava o carro de um cliente (Austin, 2012)

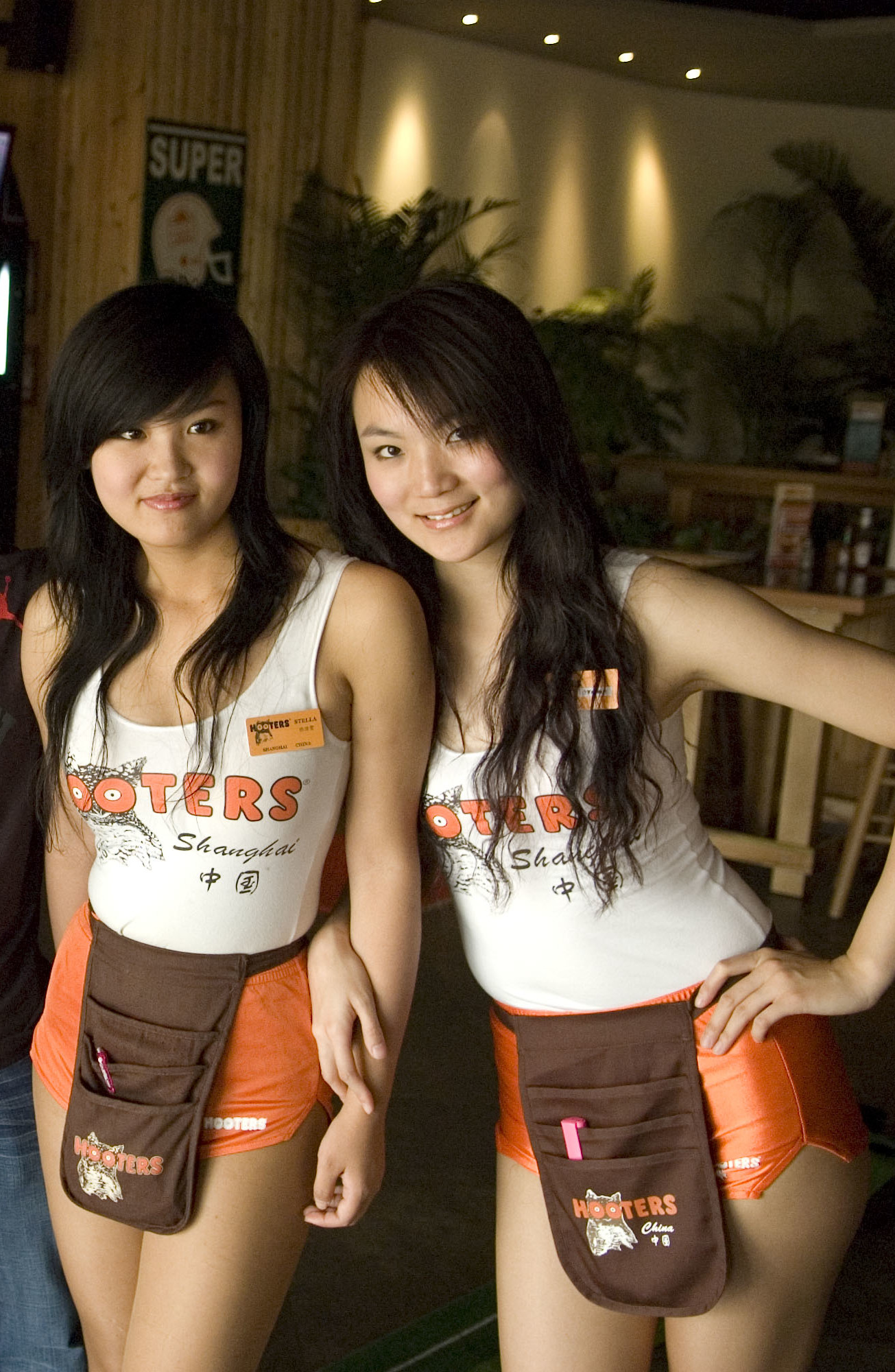
Funcionárias da Hooters em Xangai, China, 2007

Hooters é creditada como o primeiro restaurante de seios, estando em operação desde 1983. Outras empresas logo adotaram o formato. De acordo com a empresa de pesquisa da indústria alimentícia Technomic, as três principais redes de restaurantes de seios nos Estados Unidos, após a Hooters, apresentaram crescimento de vendas de 30% ou mais em 2011.
Em outubro de 2012, o Bikinis Sports Bar & Grill registrou com sucesso o termo Breastaurant (restaurante de seios em inglês) como marca no United States Patent and Trademark Office; porém, em 24 de maio de 2019, a marca expirou sob a seção 8, "Uso contínuo não registrado dentro do Período de Graça". O Bikinis Sports Bar & Grill encerrou seu último restaurante em 23 de dezembro de 2018.

## Variações masculinas
Restaurantes com equipe masculina, com foco semelhante na aparência dos atendentes, incluem o Tallywackers, que conta com homens minimamente vestidos, tendo aberto em Dallas, Texas, em maio de 2015 e encerrado em agosto de 2016. No Japão, existem estabelecimentos temporários como o Macho Cafe e o Macho Meat Shop, onde homens robustos servem comida e bebidas.

## Críticas
Os restaurantes de seios foram criticados por objetificarem sexualmente as mulheres.